# Guy Camberabero
Guy Camberabero (Saubion, Francia; 17 de marzo de 1936 - Valence, Francia; 26 de octubre de 2023) fue un jugador de rugby francés que jugó en la posición de Fly-half. Era padre de Didier Camberabero y hermano de Lilian Camberabero.

## Carrera

### Club
| Periodo   | Club              |
| --------- | ----------------- |
| 1956-1971 | La Voulte Sportif |
| 1971-1974 | US Tyrosse        |

### Selección nacional
Jugó para Francia en 14 ocasiones de 1961 a 1968; anotando 2 tries, 19 conversiones, 11 penales y 11 drop goals, para 110 puntos en total. Debutó en la derrota por 3-32 ante Nueva Zelanda en Christchurch el 19 de agosto de 1961 en una gira de la selección. Ganó la FIRA Nations Cup 1966-67 donde solo jugó en la victoria por 60-13 ante Italia el 13 de marzo de 1967 donde anotó 27 puntos. Jugó en dos ocasiones el Five Nations Championship en 1967 y 1968.. Ganó el Grand Slam en la edición de 1968. Su último partido fue en la victoria por 14-9 ante Gales en Cardiff el 23 de marzo de 1968.

## Logros

### Club
- Top 14 (1): 1970
- Challenge de l'Espérance de rugby à XV (2): 1963, 1964

### Selección nacional
- FIRA Nations Cup (1): 1966/67
- Torneo Cinco Naciones (1): 1968

### Individual
- Mejor jugador del Top 14 en 1967.